# Fălești
Fălești è una città della Moldavia capoluogo del distretto omonimo di 14.931 abitanti al censimento del 2004
È situato nella parte nord-orientale del paese a 127 km da Chișinău

## Storia
La città è menzionata per la prima volta in un documento ufficiale nel 1429.
Dopo l'annessione della Bessarabia da parte dei russi la città ha avuto un intenso sviluppo.

## Amministrazione

### Gemellaggi
- Botoșani